# 江迎鹿町駅
江迎鹿町駅（えむかえしかまちえき）は、長崎県佐世保市鹿町町深江にある松浦鉄道西九州線の駅である。かつては急行「平戸」が停車していた。

## 歴史
- 1939年（昭和14年）1月25日：鉄道省伊万里線の江迎駅（えむかええき）として開設[1]。
- 1945年（昭和20年）3月1日：松浦線全通に伴い線名改称、国鉄松浦線の駅となる[1]。
- 1982年（昭和57年）11月15日：貨物取扱廃止[1]。
- 1987年（昭和62年）4月1日：国鉄分割民営化に伴い、九州旅客鉄道松浦線の駅となる[1]。
- 1988年（昭和63年）4月1日：第三セクター松浦鉄道への転換に伴い、同社西九州線の駅となる[1][2]。同時に江迎鹿町駅（えむかえしかまちえき）に改称し[2]、無人駅化。

## 駅構造
島式ホーム1面2線を有する地上駅である。無人駅で、定期券や回数券は川を隔てた佐世保市江迎地域の市街地にある西肥バス江迎バスセンターで販売している。
駅舎は大きな造りで、国鉄時代からの木造駅舎（正面部分の一部にコンクリートブロック壁を使用）であるが、松浦鉄道への転換後にかつての事務室側が一部解体されて縮小されている。2005年（平成17年）1月に最寄の県立鹿町工業高校の生徒によって整備され、その際、壁面が白、柱が緑色に塗られた。その後、2009年（平成21年）に駅舎脇のトイレが建て替えられ、同時に駅舎の化粧直しが行われた。
ホームとの間は構内踏切で連絡している。駅舎横にトイレが別に設けられている。
かつては待合室の一部を改装してレストランが入居していた。レストランが閉店して以来長らく空き店舗になったが、2008年（平成20年）4月よりラーメン店が入居した。その後、2018年（平成30年）5月には「鉄路喫茶874（はなよ）」がオープンし、カレーや日替わり定食を提供している。
2024年（令和6年）3月に佐世保市と松浦市の5駅の駅名標について、かな表記から漢字表記に改めるとともに最寄りの高校名をサブ駅名として加えたものにリニューアルされ、江迎鹿町駅では「鹿町工業高等学校最寄り駅」のサブ駅名を加えた駅名標にリニューアルされた。

### のりば
| ホーム | 路線      | 方向 | 行先                           | 備考      |
| ------ | --------- | ---- | ------------------------------ | --------- |
| 1      | ■西九州線 | 下り | 佐々・佐世保方面               |           |
| 2      | ■西九州線 | 下り | 佐々・佐世保方面               | 朝1本のみ |
| 2      | ■西九州線 | 上り | たびら平戸口・松浦・伊万里方面 |           |

- 毎年8月23・24日には佐世保市江迎地域の中心部で千灯籠まつりが行われ、多くの利用客が乗降する。これに対応するため、祭り開催日は当駅に職員が派遣される。花火大会終了後には松浦・佐世保方面に臨時列車も運転される。

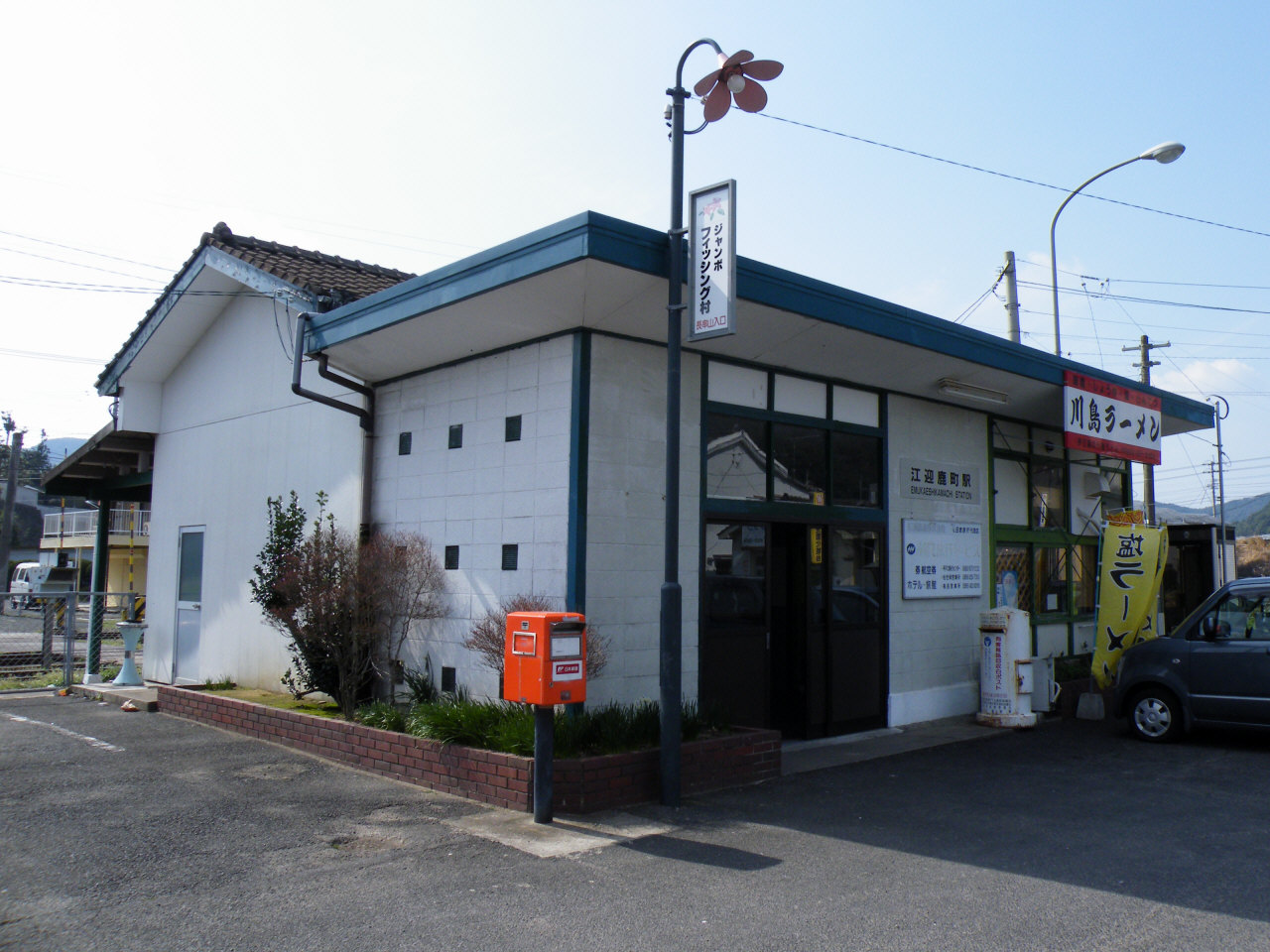
再リニューアル前の駅舎（2009年3月）
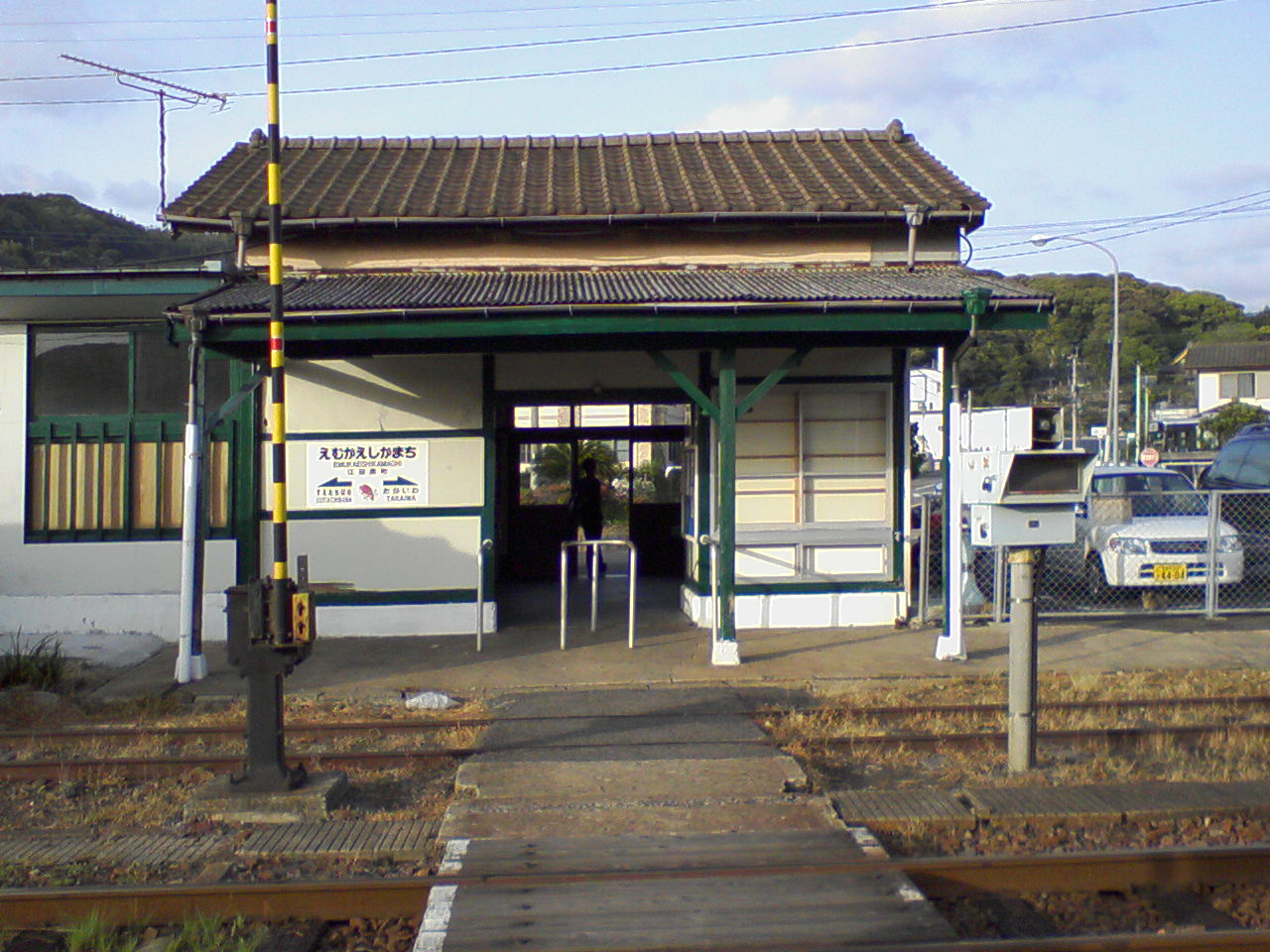
再リニューアル前の駅舎（2007年4月、構内踏切前より）
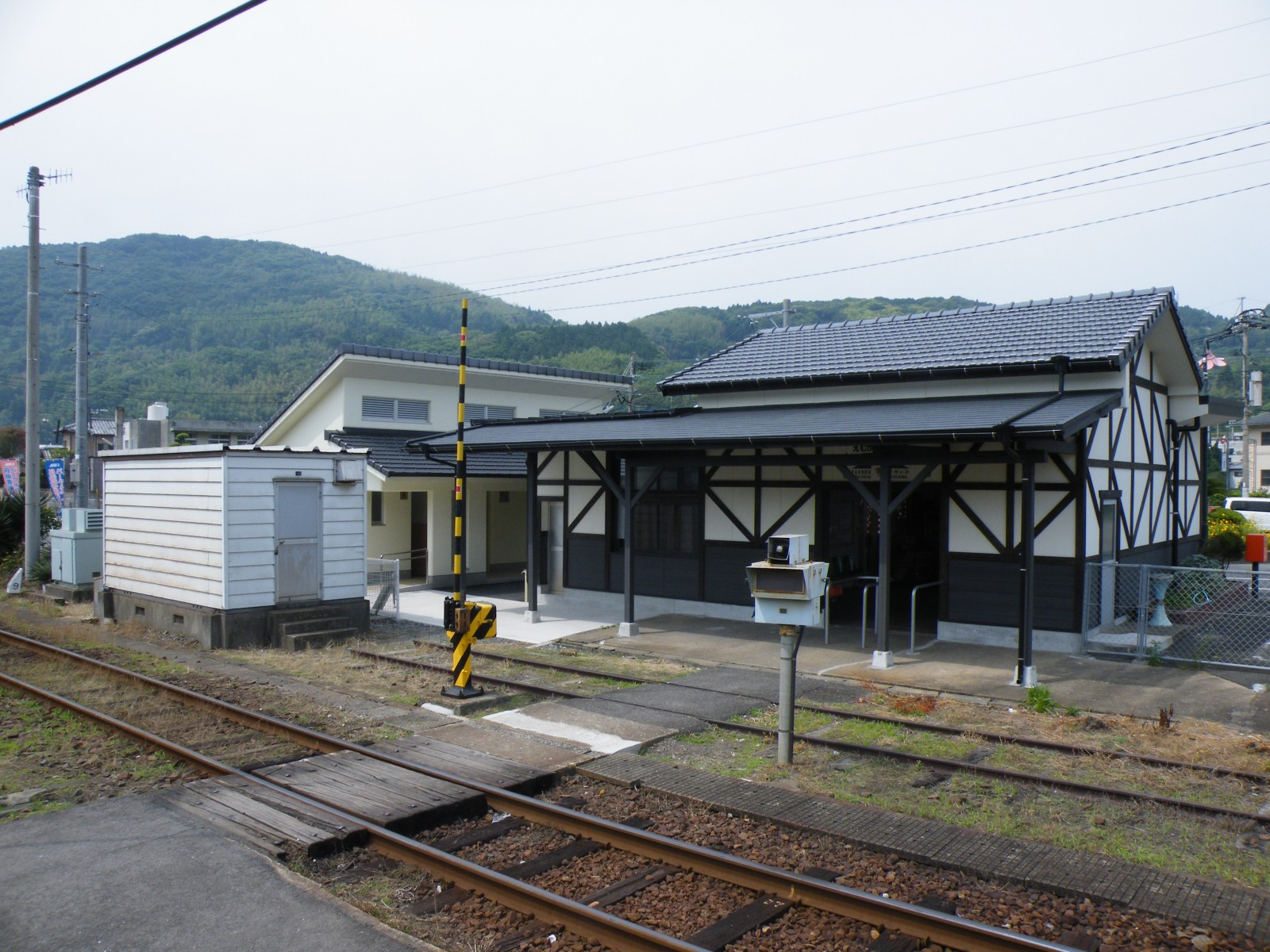
再リニューアル後の駅舎（2010年6月、ホーム側より）
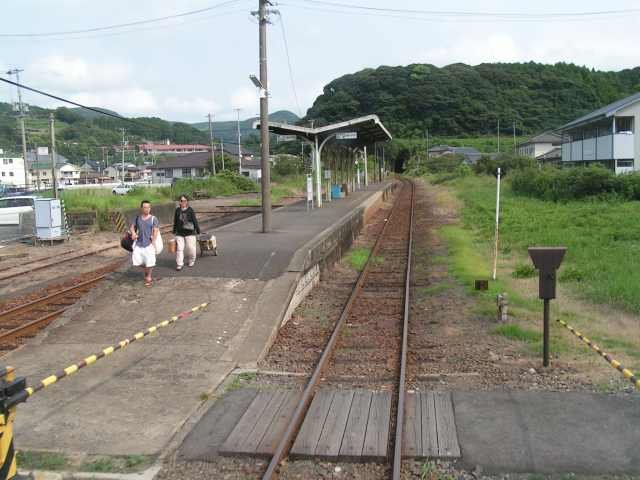
ホーム（2006年8月）

## 利用状況
1日平均乗車人員は以下の通り。
| 乗車人員推移 | 乗車人員推移 |
| 年度         | 1日平均人数  |
| ------------ | ------------ |
| 1998         | 397          |
| 1999         | 316          |
| 2000         | 336          |
| 2001         | 357          |
| 2002         | 379          |
| 2003         | 356          |
| 2004         | 433          |
| 2005         | 332          |
| 2006         | 289          |
| 2007         | 280          |
| 2008         | 262          |
| 2009         | 234          |
| 2010         | 284          |

## 駅周辺
駅の所在地は佐世保市鹿町町深江であるが、駅舎は駅前を流れる江迎川を渡った佐世保市江迎地域の中心街側に向けて建てられており、松浦鉄道への転換までは「江迎駅」を称していた。江迎川に架かる深江大橋の中間が江迎・鹿町両地域との境になっている。駅はほぼ江迎川の河口、江迎湾の入口にあり、列車はすえたちばな駅方で江迎川に架けられた第一江迎川橋梁を渡る。
駅前には西肥バスの車庫及び乗務員宿舎がある。駅前のバス停は、かつては「江迎駅前」から「深江大橋」に改称され、駅舎から駅前広場を挟んでやや離れた道路沿いに置かれていたが、2010年に駅舎のすぐ前に移転し「江迎鹿町駅前」に改称した。江迎バスセンターから鹿町・小佐々方面に向かう路線が発着している。
- 佐世保市役所江迎行政センター
- 西肥バス江迎バスセンター
- 江迎郵便局
- 江迎警察署
- 江迎幼稚園
- 佐世保市立江迎小学校
- 寿福寺
- 佐世保市消防局西消防署江迎・鹿町出張所
- 鹿町江迎学校給食センター
- ニッチツ鹿町工場（江迎港の日窒鉱業江迎炭鉱船積施設跡に開設された）
- 北松南部浄化センター
- 西肥自動車学校
- 鹿町温泉やすらぎ館
- 長崎県立鹿町工業高等学校
- 佐世保市立鹿町小学校
- 深江保育所
- 御堂簡易郵便局
- 国道204号

## 隣の駅
松浦鉄道
■西九州線
すえたちばな駅 - 江迎鹿町駅 - 高岩駅